# Mani Ratnam
Mani Ratnam (Madurai, 2 giugno 1956) è un regista, sceneggiatore e produttore cinematografico indiano.
Si tratta di uno dei registi più famosi del cinema indiano.
Ha girato numerosi film, sia a Bollywood che a Kollywood e ha avuto piccole esperienze anche nel cinema in telugu, malayalam e kannada.

## Filmografia

### Regista
- Pallavi Anu Pallavi (1983)
- Unaru (1984)
- Pagal Nilavu (1985)
- Idaya Kovil (1985)
- Mauna Ragam (1986)
- Nayakan (1987)
- Agni Nakshatram (1988)
- Gitanjali (1989)
- Anjali (1990)
- Thalapathi (1991)
- Roja (1992)
- Thiruda Thiruda (1993)
- Bombay (1995)
- Iruvar (1997)
- Dil Se (1998)
- Alai Payuthey (2000)
- Kannathil Muthamittal (2002)
- Yuva (2004)
- Aayitha Ezhuthu, diretto con Sonu Sood (2004)
- Guru (2007)
- Lajjo (2007)
- Raavan (2010)
- Raavanan (2010)
- Kadal (2012)
- Kaatru Veliyidai (2017)